# Before the Party's Over
Before the Party's Over è un singolo del cantante belga Mustii, pubblicato il 20 febbraio 2024.

## Descrizione
Nelle varie interviste rilasciate Mustii ha dichiarato di voler mantenere il suo processo evolutivo del suo stile musicale attraverso il brano, che è stato descritto dall'artista come un pezzo "pop con una sfumatura dark". Ha anche espresso il desiderio di mostrare la sua vera natura, nonché un senso di sfarzo all'interno del brano. Nel brano è presente inoltre un coro realizzato a partire da registrazioni inviate dai fan nel gennaio 2024.

## Promozione
Il 30 agosto 2023 l'emittente radiotelevisiva vallone RTBF ha annunciato di aver selezionato internamente Mustii come rappresentante nazionale all'Eurovision Song Contest 2024 a Malmö. Il 19 febbraio 2024 Before the Party's Over è stato annunciato come suo brano eurovisivo ed è stato presentato il giorno seguente nella trasmissione radiofonica Le 8/9 su VivaCité.

## Tracce
Testi di Arianna D'Amato, Charlotte Clark, Nina Sampermans e Thomas Mustin, musiche di Benoit Leclercq, Pierre Dumoulin e Thomas Mustin.
1. Before the Party's Over – 2:59

## Classifiche
| Classifica (2024) | Posizione massima |
| ----------------- | ----------------- |
| Belgio (Fiandre)  | 6                 |
| Belgio (Vallonia) | 8                 |
| Grecia            | 34                |
| Lituania          | 28                |